# Чемпіонат світу з гірського та трейлового бігу 2023
Чемпіонат світу з гірського та трейлового бігу 2023 був проведений 6-10 червня в Інсбруку.
Про надання австрійському місту права провести змагання було оголошено у травні 2022.
Напередодні змагань їх організатори очікували, що у чемпіонаті візьмуть участь понад 1400 атлетів з більш ніж 60 країн світу.

## Особиста першість

### Чоловіки
| Дистанція                                                   | Золото                          | Золото  | Срібло                       | Срібло   | Бронза                    | Бронза   |
| ----------------------------------------------------------- | ------------------------------- | ------- | ---------------------------- | -------- | ------------------------- | -------- |
| Гірський біг «вгору» 7,1 км (дорослі) набір висоти — 1020 м | Патрік Кіпнгено Кенія           | 40.18   | Леві Кіпротіч Уганда         | 41.51    | Джосфат Кіпротіч Кенія    | 42.04    |
| Гірський біг «вгору-вниз» 15 км (дорослі)                   | Леонард Чемутаї Уганда          | 56.14   | Омбого Кіріаго Філемон Кенія | 56.22    | Філімон Абрахам Німеччина | 56.27    |
| Гірський біг «вгору-вниз» 7,5 км (U20)                      | Джеймс Кірва Уганда             | 27.37   | Хосеа Чемутаї Уганда         | 27.43    | Матьє Бюрер Швейцарія     | 27.52    |
| Трейл 45,2 км (дорослі)                                     | Стіан Говінд Ангермунд Норвегія | 4:19.00 | Томас Роуч Велика Британія   | 4:21.18  | Лука дель Перо Італія     | 4:22.04  |
| Трейл 86,9 км (дорослі)                                     | Бенжамін Рубіоль Франція        | 9:52.59 | Андреас Райтерер Італія      | 10:00.46 | Петер Франьйо Словаччина  | 10:02.10 |

### Жінки
| Дистанція                                                   | Золото                           | Золото   | Срібло                       | Срібло   | Бронза                 | Бронза   |
| ----------------------------------------------------------- | -------------------------------- | -------- | ---------------------------- | -------- | ---------------------- | -------- |
| Гірський біг «вгору» 7,1 км (дорослі) набір висоти — 1020 м | Андреа Майр Австрія              | 48.14    | Філаріс Джеруто Кісанг Кенія | 48.51    | Грейсон Мерфі США      | 49.22    |
| Гірський біг «вгору-вниз» 15 км (дорослі)                   | Грейсон Мерфі США                | 1:04.29  | Тове Александерссон Швеція   | 1:05.26  | Джойс Мутоні Кенія     | 1:06.40  |
| Гірський біг «вгору-вниз» 7,5 км (U20)                      | Ребекка Флагерті Велика Британія | 33.20    | Інес Еро Іспанія             | 33.27    | Лючія Арнольдо Італія  | 33.42    |
| Трейл 45,2 км (дорослі)                                     | Клементин Жоффрей Франція        | 4:53.12  | Юдіт Відер Швейцарія         | 4:55.13  | Тереза Лебеф Швейцарія | 5:09.29  |
| Трейл 86,9 км (дорослі)                                     | Маріон Делесп'єр Франція         | 11:22.31 | Катаріна Гартмут Німеччина   | 11:29.14 | Манон Боар Кає Франція | 11:34.22 |

## Командна першість

### Чоловіки
| Дистанція                                                   | Золото | Золото   | Срібло | Срібло   | Бронза | Бронза   |
| ----------------------------------------------------------- | --- | -------- | --- | -------- | --- | -------- |
| Гірський біг «вгору» 7,1 км (дорослі) набір висоти — 1020 м | КеніяПатрік Кіпнгено (1) Джосфат Кіпротіч (3) Омбого Кіріаго Філемон (7) Гілларі Кімайо (12)                              | 11 очок  | УгандаЛеві Кіпротіч (2) Еліуд Чероп (4) Дісмас Єко (15)                                                                             | 21       | ШвейцаріяРоберто Делоренці (10) Домінік Роллі (11) Йонас Сольдіні (24) Фабіан Еберсольд (35)                                                                             | 45       |
| Гірський біг «вгору-вниз» 15 км (дорослі)                   | КеніяОмбого Кіріаго Філемон (2) Патрік Кіпнгено (5) Джосфат Кіпротіч (8) Гілларі Кімайо (DNF)                             | 15 очок  | ІталіяЧезаре Маестрі (7) Ксав'є Шевріє (9) Альберто Вендер (14) Лучано Рота (23)                                                    | 30       | ІспаніяАлехандро Гарсія (6) Андреу Бланес (10) Ібай Ларреа (27) Едуардо Ернандес (51)                                                                                    | 43       |
| Гірський біг «вгору-вниз» 7,5 км (U20)                      | ШвейцаріяМатьє Бюрер (3) Лоїк Берже (7) Ніно Фрайтаг (8)                                                                  | 18 очок  | ФранціяАнатоль Берту (6) Жуль Монжеллас (9) Жуль Барріо (13) Шан Суар (21)                                                          | 28       | ІспаніяЯн Торрелья (5) Маркос Вільямуера (11) Маркос Лопес Халера (16) Фабіан Венеро (17)                                                                                | 32       |
| Трейл 45,2 км (дорослі)                                     | Велика БританіяТомас Роуч (4:21.18) Джонатан Олбон (4:26.57) Крістіан Джонс (4:30.37) Александер Шепелін (DNF)            | 13:18.52 | ІталіяЛука дель Перо (4:22.04) Франческо Пуппі (4:28.16) Крістіан Міноджіо (4:36.12) Данієль Паттіс (4:42.47) Андреа Рота (4:59.27) | 13:26.32 | ФранціяТібо Баронян (4:25.41) Фредерік Траншан (4:31.07) Тома Карден (4:37.50) Лоїк Робер (4:42.18) Жульєн Ранкон (4:54.37)                                              | 13:34.38 |
| Трейл 86,9 км (дорослі)                                     | ФранціяБенжамін Рубіоль (9:52.59) Тібо Гаррів'є (10:14.49) Баптіст Шассань (10:35.21) Ніколя Мартен (DNF) Поль Мату (DNF) | 30:43.09 | СШАДрю Голмен (10:15.40) Зак Міллер (10:15.45) Ерік Ліпума (10:16.52) Калеб Олсон (12:58.32) Престон Кейтс (DNF)                    | 30:48.17 | ІталіяАндреас Райтерер (10:00.46) Давіде Шераз (10:34.34) Філіпп Ауссерхофер (10:54.35) Рікардо Борджаллі (11:43.45) Лука Аррігоні (12:42.20) Мануель Бонарді (12:42.20) | 31:29.55 |

### Жінки
| Дистанція                                                   | Золото | Золото   | Срібло | Срібло   | Бронза | Бронза   |
| ----------------------------------------------------------- | --- | -------- | --- | -------- | --- | -------- |
| Гірський біг «вгору» 7,1 км (дорослі) набір висоти — 1020 м | КеніяФіларіс Джеруто Кісанг (2) Валентайн Джепкоеч Рутто (5) Джойс Мутоні Нджеру (10)                                                  | 17 очок  | НімеччинаЛаура Готтенротт (4) Доменіка Маєр (7) Ханна Гребер (22) Лаура Гампель (39)                                                                      | 33       | Велика БританіяСкаут Адкін (8) Сара Віллхойт (20) Філлапа Вільямс (23) Кейт Евері (24)                                                             | 51       |
| Гірський біг «вгору-вниз» 15 км (дорослі)                   | КеніяДжойс Мутоні (3) Валентайн Джепкоеч Рутто (4) Філаріс Джеруто Кісанг (7)                                                          | 14 очок  | Велика БританіяЕліс Гудолл (10) Скаут Адкін (12) Філіппа Вільямс (21) Голлі Пейдж (55)                                                                    | 43       | ФранціяСесіль Жаруссо (9) Крістель Деваль (13) Еліз Понсе (24) Нелі Клеман (42)                                                                    | 46       |
| Гірський біг «вгору-вниз» 7,5 км (U20)                      | Велика БританіяРебекка Флагерті (1) Амелі Лейн (4) Лорен Расселл (5) Ів Вітакер (8)                                                    | 10 очок  | ФранціяМарго Дажу (7) Аліс Муньє (9) Полін Тросельє (11) Лілі Бек (15)                                                                                    | 27       | ІспаніяІнес Еро (2) Надя Сото (6) Бланка Баттле (19) Лаура Ордьялес (20)                                                                           | 27       |
| Трейл 45,2 км (дорослі)                                     | ФранціяКлементин Жоффрей (4:53.12) Луїз Сербан-Пеноат (5:20.21) Люсіль Жермен (5:22.20) Марі Гонсалвеш (5:37.11) Ноемі Вашон (5:37.43) | 15:35.53 | ШвейцаріяЮдіт Відер (4:55.13) Тереза Лебеф (5:09.29) Ніна Цоллер (5:39.32) Емма Пулі (5:48.17) Аріане Вільгем (5:54.03) Шеллі Шенк (6:24.47)              | 15:44.14 | СШАДженніфер Ліхтер (5:11.55) Емкей Салліван (5:19.43) Кімбер Меттокс (5:22.51) Клер Роудс (5:29.49) Бріттані Шарбоно (DNF) Бейлі Ковальчик (DNF)  |          |
| Трейл 86,9 км (дорослі)                                     | ФранціяМаріон Делесп'єр (11:22.31) Манон Боар Кає (11:34.22) Одрі Тангі (12:01.30) Жослін Полі (12:25.17) Бландін Лірондель (DNF)      | 34:58.23 | НімеччинаКатаріна Гартмут (11:29.14) Розанна Бюхауер (11:45.58) Іда-Софі Гегеманн (12:16.49) Ева-Марія Шпрегер (12:45.34) Марі-Луїзе Мюльгубер (13:30.56) | 35:32.01 | ІталіяМартіна Вільмассої (11:44.50) Гвідітта Туріні (12:15.21) Маріна Чуньєтто (12:19.57) Камілла Спаньйоль (13:00.26) Франческа Претто (13:03.08) | 36:20.08 |

## Відео
- Гірський біг «вгору» на YouTube
- Трейл 45,2 км на YouTube
- Трейл 86,9 км на YouTube
- Гірський біг «вгору-вниз» на YouTube

## Медальний залік
| Місце               | Країна              | Золото | Срібло | Бронза | Загалом |
| ------------------- | ------------------- | ------ | ------ | ------ | ------- |
| 1                   | Франція             | 6      | 2      | 3      | 11      |
| 2                   | Кенія               | 5      | 2      | 2      | 9       |
| 3                   | Велика Британія     | 3      | 2      | 1      | 6       |
| 4                   | Уганда              | 2      | 3      | 0      | 5       |
| 5                   | Швейцарія           | 1      | 2      | 3      | 6       |
| 6                   | США                 | 1      | 1      | 2      | 4       |
| 7                   | Австрія             | 1      | 0      | 0      | 1       |
| 7                   | Норвегія            | 1      | 0      | 0      | 1       |
| 9                   | Італія              | 0      | 3      | 4      | 7       |
| 10                  | Німеччина           | 0      | 3      | 1      | 4       |
| 11                  | Іспанія             | 0      | 1      | 3      | 4       |
| 12                  | Швеція              | 0      | 1      | 0      | 1       |
| 13                  | Словаччина          | 0      | 0      | 1      | 1       |
| Загалом (13 збірні) | Загалом (13 збірні) | 20     | 20     | 20     | 60      |

## Виступ українців
У чемпіонаті взяли участь 14 українських легкоатлетів, з яких найвище місце в індивідуальному заліку (51-е) посіла Олена Коваль у гірському бігу «вгору-вниз».

### Чоловіки
| Місце | Атлет                     | Результат |
| ----- | ------------------------- | --------- |
| 119   | Євген Джадан Україна      | 5:56.36   |
| —     | Костянтин Железов Україна | DNF       |

| Місце | Атлет                   | Результат |
| ----- | ----------------------- | --------- |
| 105   | Олексій Мельник Україна | 13:28.04  |

### Жінки
| Місце | Атлетка                   | Результат |
| ----- | ------------------------- | --------- |
| 56    | Софія Порохнавець Україна | 6:04.49   |
| 97    | Валентина Горбань Україна | 7:00.48   |
| —     | Анна Опанасюк Україна     | DNF       |
| —     | Марина Шаповалова Україна | DNF       |
| —     | Ганна Дармограй Україна   | DNF       |

| Місце | Атлетка               | Результат |
| ----- | --------------------- | --------- |
| 69    | Оксана Рябова Україна | 15:22.07  |
| —     | Олена Хашко Україна   | DNF       |
| —     | Юлія Тарасова Україна | DNF       |

| Місце | Атлетка                  | Результат |
| ----- | ------------------------ | --------- |
| 51    | Олена Коваль Україна     | 1:17.12   |
| 90    | Тетяна Давиденко Україна | 1:30.58   |
| 91    | Ольга Гавлицька Україна  | 1:31.35   |